# Iwanowo (rejon kowrowski)
Iwanowo (ros. Иваново) – wieś (sieło) w Rosji, w obwodzie włodzimierskim, w rejonie kowrowskim. W 2021 liczyła 1393 mieszkańców.